# Lindworm

Lindworm (dragón bípedo desprovisto de alas), en un antiguo escudo de armas bávaro.

Los lindworm, llamados también lindorm (sobre todo en Noruega), lindwurm (en Alemania), linnorm (exclusivamente en Escandinavia) y dreki («dragón») u ormr («serpiente») en la época vikinga, son criaturas fantásticas originadas en su mayoría del folclore y de la mitología montañesa de Europa central y Escandinavia. Si bien se encuentran principalmente en Suecia, también están presentes en otras culturas y en muchas otras situaciones (por ejemplo, el océano y otros cuerpos de agua), pero de manera esporádica.
El pastor suizo Johannes Stumpf, en su Crónica (Zúrich, 1548) señala dos especies de dragones alpinos: el Track (Drache) que vive en las grutas de las cimas y el Lindwurm que habita los desfiladeros de los torrentes.
Las leyendas cuentan que estas criaturas estaban a medio camino entre el dragón y la serpiente. Se trata, pues, de reptiles de tamaño variable que poseían patas (a menudo, solo dos, pero a veces cuatro) y una sola cabeza (contrariamente a la hidra); pero, a diferencia del dragón, el lindworm estaba desprovisto de alas.
En general, se supone que estos seres aparecían en los cementerios y las iglesias, ya que se alimentaban exclusivamente de cadáveres humanos, o bien erraban por los valles, cerca de las granjas para consumir el ganado. Estos reptiles no fueron siempre considerados tan peligrosos como los dragones, pero las criaturas supuestamente observadas eran siempre descritas como repugnantes. Este mito desapareció poco a poco a partir de la Edad Media.

## Simbolismo y virtudes del lindworm
Para los europeos medievales cristianizados, los lindworm representaban plagas tales como la guerra o la peste. Pero, a pesar de los defectos que les atribuían, todavía en la Edad Media se pensaba como en la época pagana que poseer la piel de un lindworm concedía mejores conocimientos en medicina y en la naturaleza. Esta creencia encontraba su origen en el simbolismo de la serpiente (las mudas de la serpiente y del lindworm eran consideradas como un símbolo de renacimiento en una gran cantidad de culturas).
Los dragones esculpidos sobre los drakkars eran denominados dreki en nórdico antiguo. Este término era utilizado para describir los dragones y los lindworm antes de la aparición de palabras más precisas. En Suecia y en Dinamarca, donde la palabra lind significa tilo, los lindworm eran esculpidos sobre estos árboles a los cuales estaban consagrados para protegerlos.
Las serpientes-dragones eran a menudo dedicados a las forjas y numerosas leyendas hablan de serpientes-dragones que poseían una espada extraordinaria.